# Maison des Francs-Bateliers (Gand)
La Maison des Francs-Bateliers (Gildehuis der Vrije Schippers en néerlandais) est une maison de corporation de style gothique située au centre de la ville de Gand, dans la province de Flandre-Orientale en Belgique.

## Localisation
La Maison des Francs-Bateliers est située au n° 14 du quai aux Herbes (Graslei), un quai situé le long de la Lys (affluent de l'Escaut) qui constitue « un des plus beaux ensembles de Belgique, bordé des anciennes maisons des corporations », parmi lesquelles la maison romane de Gand, la maison De Beerie, la Maison Den Enghel et la Maison des Mesureurs de grains.

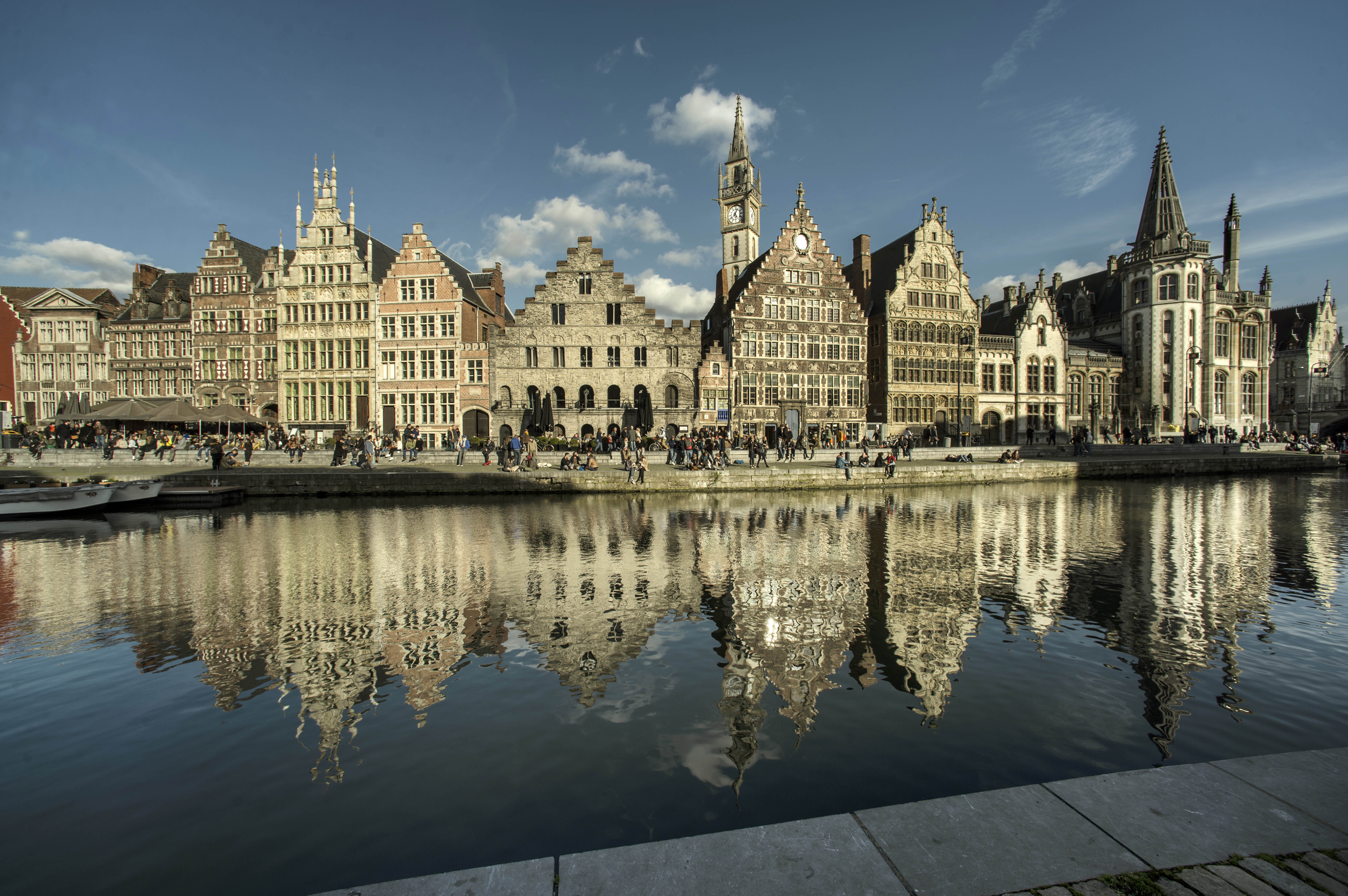
Le Graslei et ses maisons historiques, dont la maison des Francs-Bateliers.

## Historique

### Le port Tusschen Brugghen
À la fin du XIIe siècle, la ville de Gand, qui était déjà un centre lainier et avait le droit d'entreposer les céréales, reçoit une charte communale du comte Philippe d'Alsace.
Ceci favorise le développement du port de commerce sur la Lys appelé Tusschen Brugghen, à hauteur des quais aux Herbes (Graslei) et aux Grains (Korenlei) actuels. Le port devient encore plus important au XIIIe siècle grâce au percement en 1251-1269 du canal de la Lieve qui relie Gand à la mer du Nord.
La plupart des maisons qui se dressent le long du quai aux Herbes (Graslei) avaient un rapport avec les activités portuaires.

### La Maison des Francs-Bateliers
La Maison des Francs-Bateliers a été construite par le maître-maçon Christophe Vandenberghe en 1531 comme l'atteste une inscription gravée au-dessus de la porte.
Un enduit est appliqué sur la façade à la fin du XVIIIe siècle ou au début du XIXe siècle et est enlevé en 1820. La façade est restaurée en 1904 par E. Mortier et A. Van Hoecke et le reste de la maison est rénové en 1907-1911.
La maison est classée comme monument historique depuis le 2 septembre 1943 et figure à l'inventaire du patrimoine immobilier de la Région flamande sous la référence 24761.
Acquise par le port de Gand, elle fait l'objet d'une restauration importante de 2015 à 2018.

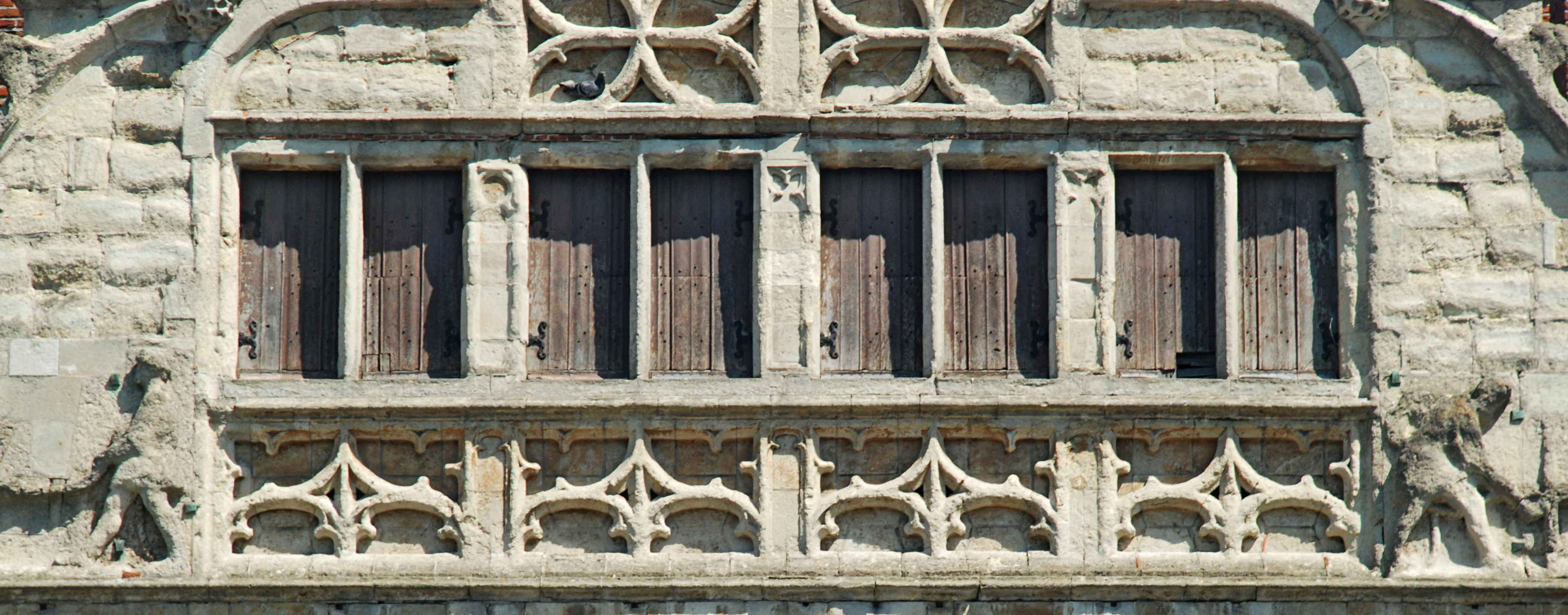
Baies rectangulaires de la base du pignon.

## Architecture

Le pignon en 2014 avant la restauration de 2015-2018
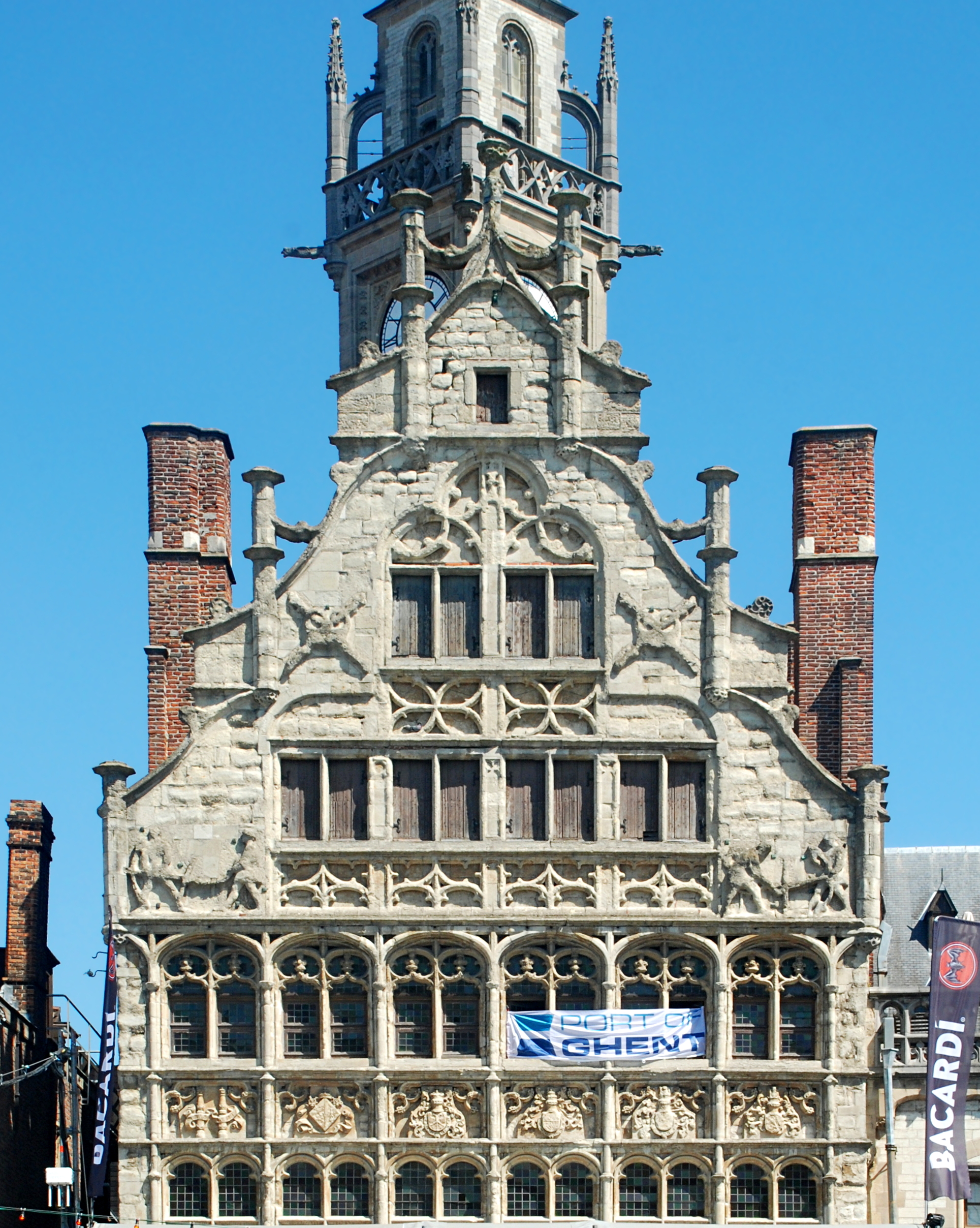
Partie haute de la façade.
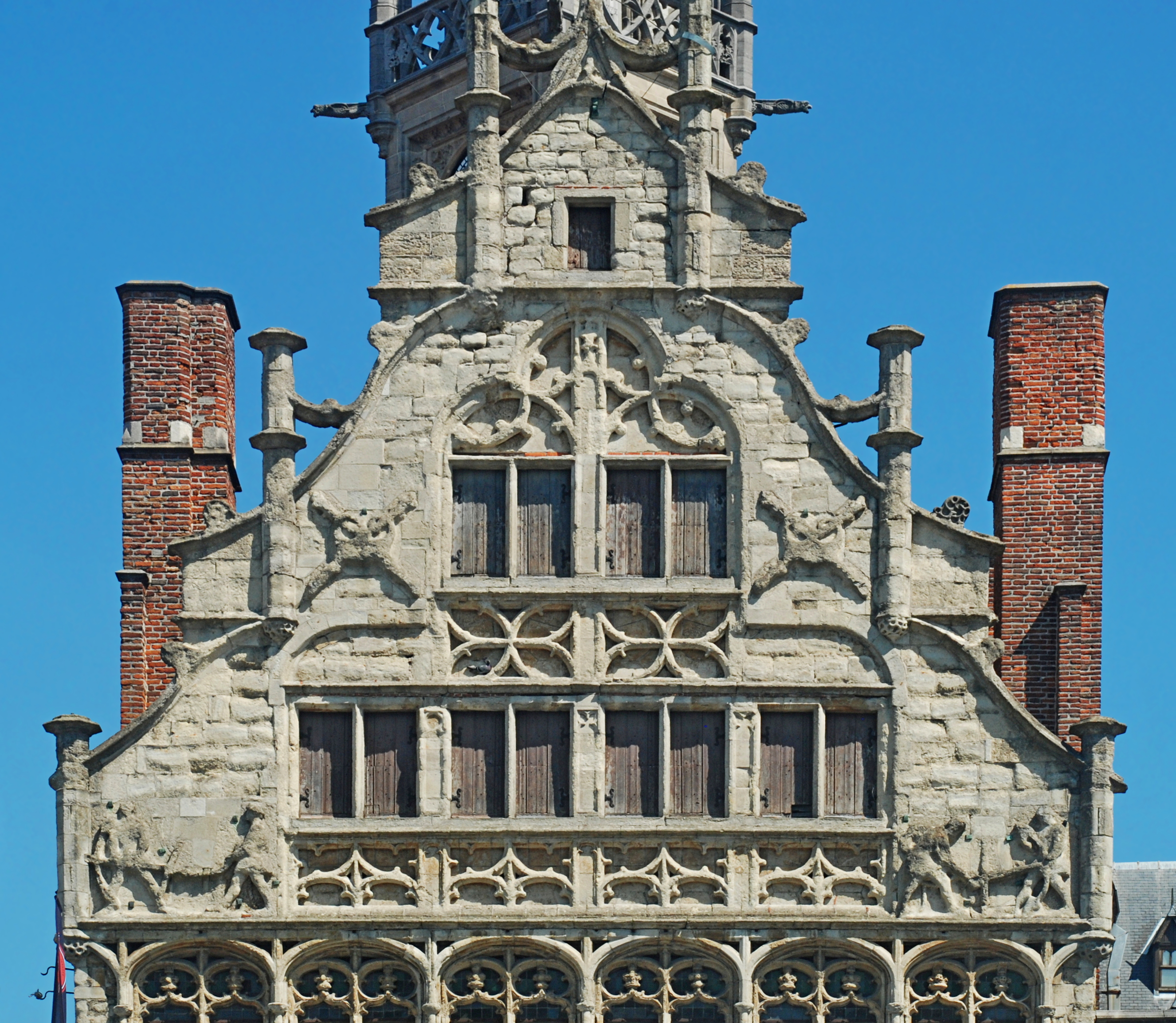
Pignon.
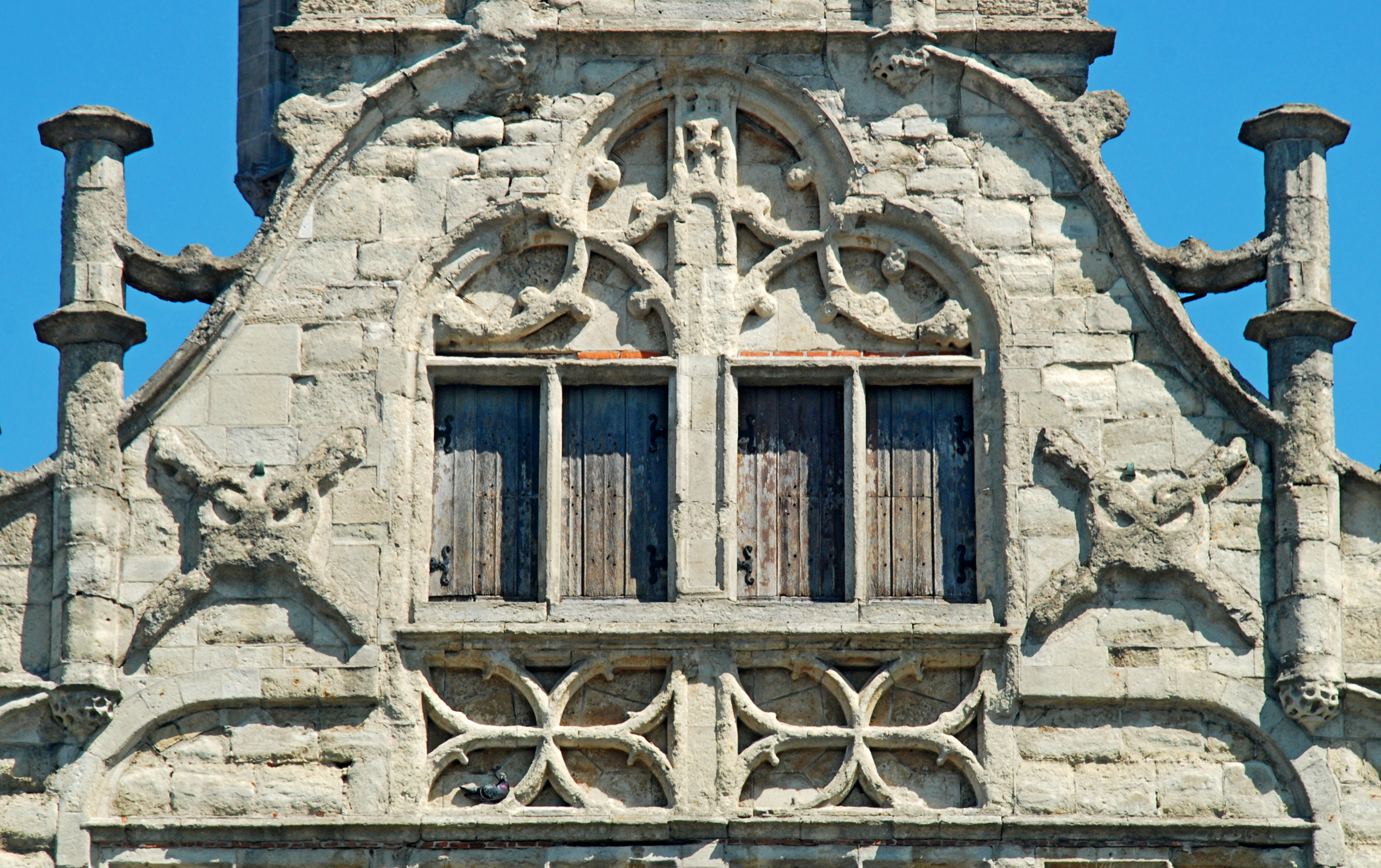
Baies du pignon.